# Amr Jairy
Amr Jairy (16 de febrero de 1966) es un deportista egipcio que compitió en taekwondo. Ganó tres medallas en el Campeonato Mundial de Taekwondo entre los años 1985 y 1991, y una medalla en los Juegos Panafricanos de 1991.

## Palmarés internacional
| Campeonato Mundial  | Campeonato Mundial   | Campeonato Mundial | Campeonato Mundial |
| Año                 | Lugar                | Medalla            | Categoría          |
| ------------------- | -------------------- | ------------------ | ------------------ |
| 1985                | Seúl (Corea del Sur) | Medalla de bronce  | –83 kg             |
| 1989                | Seúl (Corea del Sur) | Medalla de oro     | +83 kg             |
| 1991                | Atenas (Grecia)      | Medalla de bronce  | +83 kg             |
| Juegos Panafricanos |                      |                    |                    |
| Año                 | Lugar                | Medalla            | Categoría          |
| 1991                | El Cairo (Egipto)    | Medalla de bronce  | +83 kg             |